# كأس النرويج 1957
كأس النرويج 1957 (بالنرويجية: Norgesmesterskapet i fotball for menn 1957)‏ هو الموسم 52 من كأس النرويج. أشرف على تنظيمه اتحاد النرويج لكرة القدم، وفاز فيه نادي فريدريكستاد.